# Heteronotus armatus
Heteronotus armatus är en insektsart som beskrevs av François Louis Nompar de Caumont de Laporte. Heteronotus armatus ingår i släktet Heteronotus och familjen hornstritar. Inga underarter finns listade i Catalogue of Life.